# Murialdo
Murialdo ( Moriaodo in ligure, Moriado in genovese, Muriàud in dialetto valbormidese) è un comune italiano di 719 abitanti della provincia di Savona in Liguria. La sede comunale è ubicata nella borgata di Piano.

## Geografia fisica
Il territorio è dominato dal monte Camulera, alto 1224 m.
Nel territorio murialdese diffuse erano le attività legate all'estrazione mineraria: a Riofreddo vi era una miniera di grafite, mentre a Pastori furono le estrazioni di rame, solfuri, argento ed oro le principali attività, ora non più attive da oltre un secolo.
Attraverso il colle dei Giovetti (912 m s.l.m.), ai confini amministrativi con Calizzano, è possibile il collegamento con la val Tanaro e Massimino.

## Storia
Per le origini del nome padre Arcangelo Ferro riporta, nell'ambito delle questioni del marchesato di Ceva, l'origine del toponimo Murialdo. Risalirebbe all'epoca della dominazione longobarda, con l'unione del termine latino mirus, "meraviglioso" e del germanico wald, "selva". La forma Muroaldo (variante di Miravaldo e Miroaldo) dal quale proviene l'attuale Murialdo, è già presente in un documento del 1321.
Forse già presente in epoca preromana, Murialdo fu un antico possedimento dei monaci Benedettini dell'abbazia di Santa Maria di Castiglione di Parma, possedimento confermato nel 1032 con il diploma del marchese Adalberto degli Obertenghi. Proprietà quindi degli Aleramici, questi ultimi lo compresero nella loro marca aleramica nel X secolo. Nel 1091 appartenne a Bonifacio del Vasto e, alla morte di questi, passò nelle mani del figlio Anselmo del Marchesato di Ceva.
Nel 1347 entrò a far parte nei domini feudali dei Del Carretto del Marchesato di Finale, che ingrandirono il già presente castello. Nel corso della guerra del Finale, nel XV secolo, gli abitanti di Murialdo ottennero benefici e privilegi dal marchese Galeotto Del Carretto per la fedeltà prestata alla causa carrettesca. Il 21 aprile 1434 gli uomini di Murialdo furono convocati dal nunzio pubblico del luogo per concordare col marchese di Finale, Galeotto Del Carretto, un documento di convenzione che concesse loro numerosi diritti ed esenzioni.
Murialdo nel 1445 visse uno dei suoi momenti migliori con la ricostruzione della nuova chiesa parrocchiale; di contro, si attirarono le ire del vicino borgo di Calizzano che, alleato fedele della Repubblica di Genova, lo saccheggiò per vendetta. Il doge di Genova Giano Fregoso ricordò in un suo scritto quanto il luogo di Murialdo sia stato ostile:
La diffidenza verso il marchese Marco di Calizzano, però, prevalse e Murialdo restò al sicuro. Dopo un lungo peregrinare, nel 1450 giunse a Saliceto il marchese Giovanni Del Carretto. Giovanni portò con sé le genti di Murialdo e il 20 dicembre 1450 travolgeranno le difese genovesi. Il doge aveva visto giusto nell'indicare Murialdo quale via di intervento verso il Finale e Galeotto aveva ben operato concedendo diritti e privilegi a questa gente che aveva onorato il giuramento aiutando Giovanni a riconquistare il feudo.
Nel XVII secolo la comunità di Murialdo conobbe una nuova fase di prosperità legata all'attività delle ferriere.
Tracce degli scontri delle truppe napoleoniche, avvenute in val Bormida nel 1796, sono ancora oggi visibili in alcune trincee presso la località di San Giovanni.
Con la dominazione francese il territorio di Murialdo rientrò dal 2 dicembre 1797 nel Dipartimento del Letimbro, con capoluogo Savona, all'interno della Repubblica Ligure. Dal 28 aprile 1798 con i nuovi ordinamenti francesi, fece parte del X Cantone, capoluogo Calizzano, della Giurisdizione delle Arene Candide e dal 1803 centro principale del V Cantone delle Arene Candide nella Giurisdizione di Colombo. Annesso al Primo Impero francese dal 13 giugno 1805 al 1814 venne inserito nel Dipartimento di Montenotte.
Nel 1815 Murialdo fu inglobato nel Regno di Sardegna, così come stabilì il Congresso di Vienna del 1814, e successivamente nel Regno d'Italia dal 1861. Dal 1859 al 1927 il territorio fu compreso nel II mandamento di Millesimo del circondario di Savona facente parte della provincia di Genova; nel 1927 anche il territorio comunale murialdese passò sotto la neo costituita provincia di Savona.
Dal 1973 al 30 aprile 2011 ha fatto parte della Comunità montana Alta Val Bormida.

### Simboli
Stemma
Gonfalone

Lo stemma e il gonfalone sono stati concessi con decreto del presidente della Repubblica del 5 settembre 1995. 

## Monumenti e luoghi d'interesse

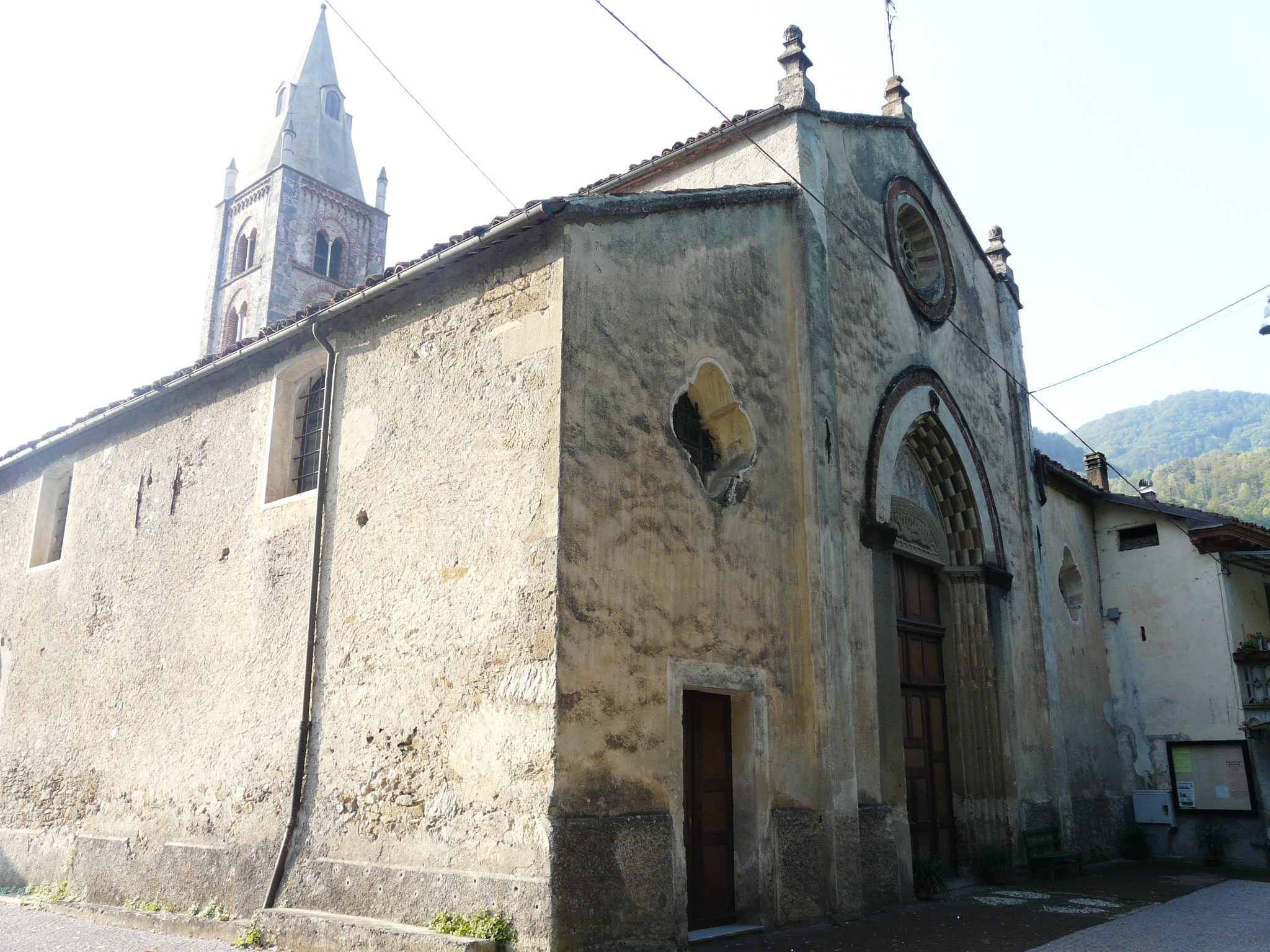
La chiesa parrocchiale di San Lorenzo nella borgata di Ponte

### Architetture religiose
- Chiesa di San Pietro nella borgata di Piano. Edificata nel corso del Quattrocento[9] presenta un portale in arenaria e un interno ad unica navata, in stile barocco, con abside circolare.
- Cappella di San Giovanni della Langa nella borgata di Piano, sul crinale ai confini amministrativi dei comuni di Murialdo e Castelnuovo di Ceva[10]. Costruita in stile romanico nell'XI secolo (forse nel 1033[10]) e fondata dal marchese Adalberto di Parma[10], conserva decorazioni posteriori e resti di affreschi sulla volta raffiguranti i quattro evangelisti[10].
- Cappella dei Santi Gervasio e Protasio nella borgata di Piano. Già esistente nella visita pastorale di monsignor Vincenzo Marino, vescovo di Alba, del 1573[11], nella parete absidale è collocato un dipinto ritraente i due santi (vestiti con abiti romani) ai piedi della Madonna col Bambino.
- Cappella di Sant'Antonio di Padova nella borgata di Almarossa. Nel 1667 risulta già esistente[12] come proprietà della famiglia di Guglielmino Odella; contestualmente la cappella dovrebbe essere stata fondata intorno al 1650. Un atto notarile del 1695[12], redatto dal notaio Giovanni Angelo Callieri, attesta il lascito di 500 lire all'edificio religioso dai fratelli Giovanni, Bartolomeo e Pietro Odella; altre 100 lire verranno lasciate alla cappella da Pietro Odella nel 1710, con atto registrato dal notaio Francesco Salvagno[12].
- Cappella di San Giacomo e Sant'Agata nella borgata di Azzini. Le sue origini sono controverse, ma sicuramente anteriori al 1605[13] e di proprietà della famiglia Ghisolfo[13] secondo la relazione del 1760 di monsignor Enrichetto Virginio Natta[13]. A navata unica e coperta da una volta a botte lunettata, con presbiterio voltato a crociera. La superficie interna misura 3,5 metri di larghezza per 7,5 metri di lunghezza. La facciata è dotata di una porta centrale, affiancata da due finestre e sovrastata da una monofora; ogni apertura è arricchita da cornici decorative e da inferriate in ferro con incastro maschio-femmina. Un setto murario contenente la campana si innalza oltre la copertura, a filo della facciata principale.
- Cappella della Madonna di Loreto nella borgata di Brigneta, anteriore al 1573. Al suo interno un dipinto, fortemente deteriorato, che raffigura la Madonna con il Bambino e ai suoi lati san Michele Arcangelo che pesa le anime e san Biagio in abiti vescovili che regge nella mano destra il pettine di ferro con cui venne straziato durante il martirio[14].
- Cappella della Madonna dell'Annunziata o dell'Assunta nella borgata di Isolagrande. Già menzionata nella visita pastorale del 1573, la chiesa si presenta a navata unica e con un interno in stile barocco. Il campanile verrà edificato tra il 1779 e il 1792. Internamente è conservato il dipinto dell'Assunta con Bambino, forse opera ligure del Seicento, che, come da tradizione popolare, verrà sfregiato da un soldato napoleonico in segno di disprezzo e ira[15].

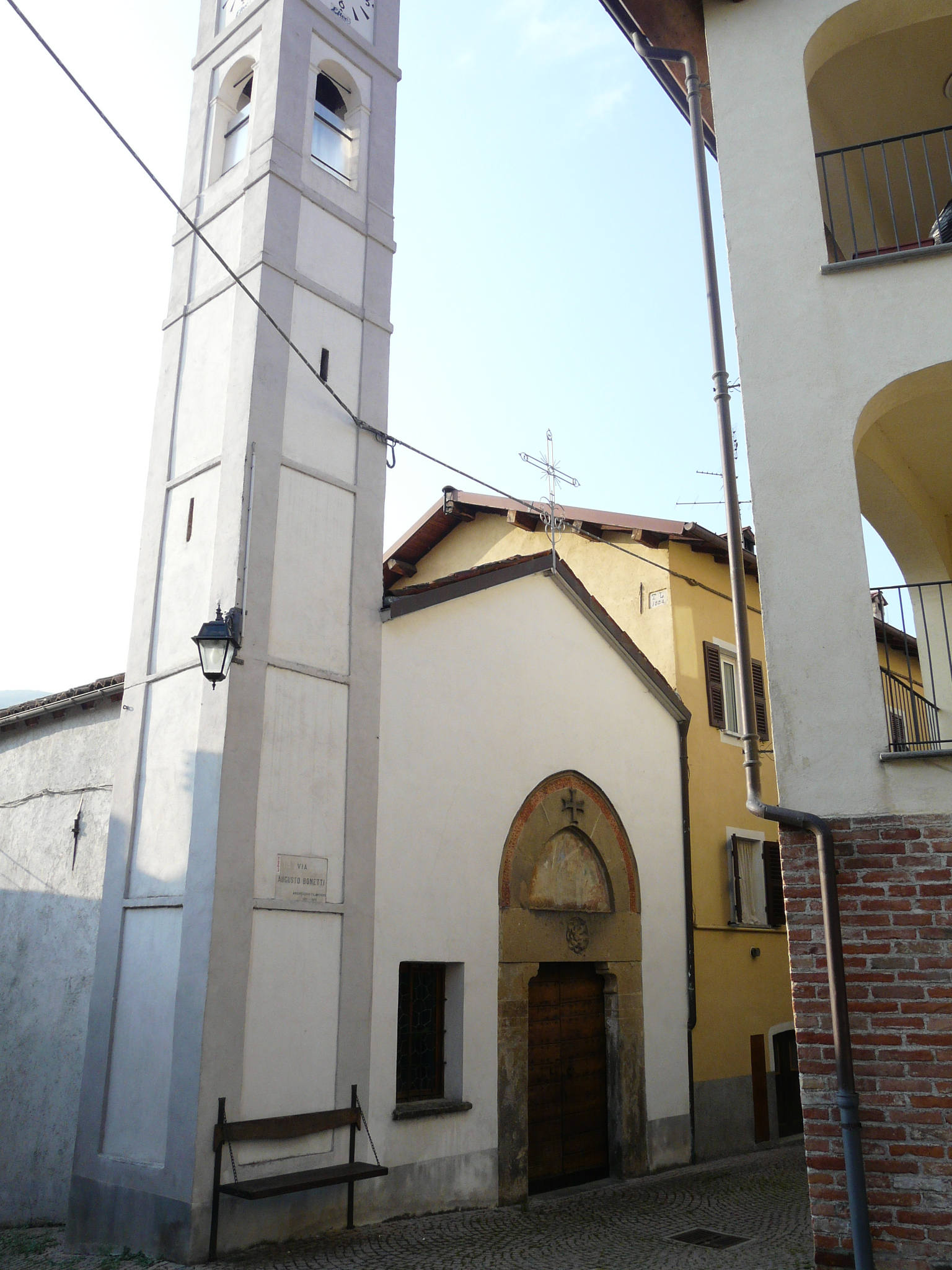
La chiesa di San Pietro nella borgata di Piano

- Cappella dei Santi Giacomo e Filippo nella borgata di Pallareto. Costruzione a pianta rettangolare ad una navata. All'interno affreschi plausibilmente databili al maturo Cinquecento che confermerebbero che la distruzione della cappella dei Santi Mauro e Gottardo, sicura traccia dell'antica presenza benedettina a Murialdo, avvenne verso la fine del XVI secolo[16].
- Cappella di San Sebastiano nella borgata di Piani.
- Cappella di San Rocco e di San Giuseppe nella borgata di Piavata. La struttura unica incorpora in realtà due diversi edifici di culto; la cappella di San Giuseppe verrà infatti fondata alla metà del XVIII secolo dalla famiglia Mazza[17].
- Cappella della Madonna della Neve nella borgata di Poggi.
- Chiesa parrocchiale di San Lorenzo nella borgata di Ponte. Risalente al 1445[18], su progetto del maestro Francesco Garone, che adattò ad un precedente edificio del XIV secolo e ripreso in stile barocco successivamente. Della precedente costruzione originale sono il portale ogivale a colonnine e il rosone della facciata gotica in cotto, oltre che all'alto campanile cuspidato. All'interno sono conservati affreschi siti nella sacrestia della chiesa.
- Oratorio di Sant'Agostino nella borgata di Ponte. Costruito sul pendio sovrastante la chiesa di San Lorenzo ed anteriore al 1573. Edificio a pianta rettangolare, con navata unica, ripartita in tre campate mediante l'utilizzo di doppie lesene accostate, ognuna sormontata da un capitello composito. La decorazione pittorica, da quanto rimane, doveva essere vivace e fortemente emotiva e doveva coprire probabilmente tutte le pareti laterali. Nel presbiterio è collocata un'edicola contenente la statua di sant'Agostino[19].
- Chiesetta di Santa Maria Maddalena nella borgata Costa, all'esterno delle mura del castello. Risalente al XV secolo, ma rifatta a metà del XVI secolo, presenta un piccolo portico affrescato, raffigurante la Madonna col Bambino fra le sante Marta e Maria Maddalena, e un blocco di arenaria scolpito con figure animalesche[20].
- Cappella di San Bernardo nella borgata di Ponte, risalente al XVII secolo. Anticamente esisteva un omonimo edificio di culto, ora non più esistente, lungo il crocevia tra le località di Murialdo e Perlo[21].
- Cappella di San Tommaso nella borgata di Ponte, fondata da don Tommaso Percivalle nel 1660[22].
- Chiesa parrocchiale della Beata Vergine degli Angeli nella borgata di Riofreddo.
- Chiesa di San Rocco nella borgata di Riofreddo. Anticamente già esisteva nella borgata una chiesa sempre intitolata al santo, ma oggi di proprietà privata e adibita a magazzino. L'attuale chiesa è stata costruita negli anni sessanta del Novecento.
- Chiesa parrocchiale di Sant'Antonio Abate nella borgata di Valle. Nel portale è raffigurato lo stemma familiare dei Del Carretto e un tau degli Antoniani.

### Architetture militari

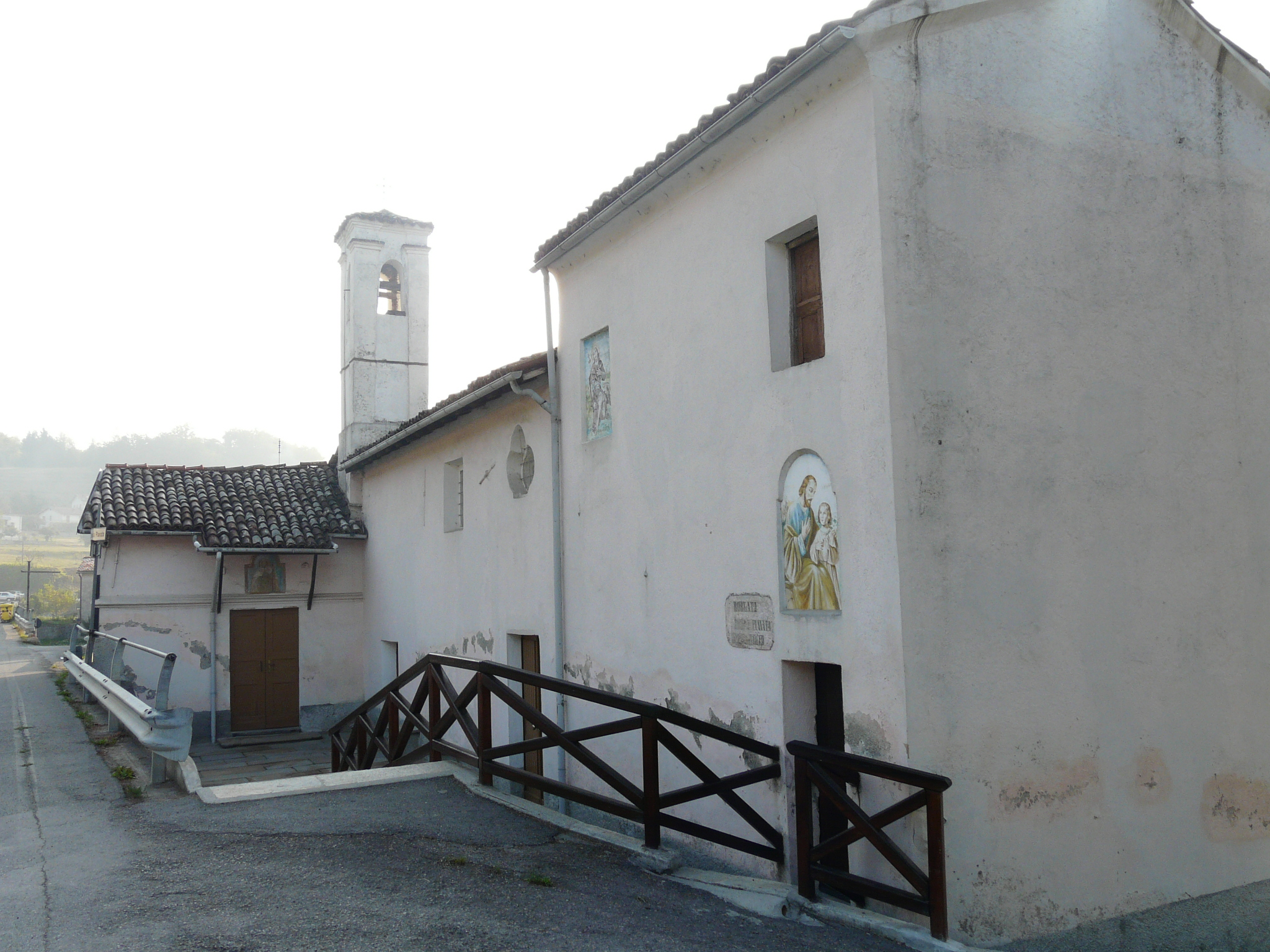
La chiesa dei Santi Rocco e Giuseppe

- Castello di Murialdo. Costruito in località Costa nel Medioevo dalla famiglia Del Carretto, si presenta ad oggi in stato di rudere e con parte dell'antica cinta muraria. L'edificio fu probabilmente ricostruito dalla famiglia carattesca nel XIV secolo, anche se alcuni elementi della struttura potrebbero essere risalenti ad un periodo anteriore, mentre alla seconda metà del XVI secolo (1533) risalirebbe la distruzione del castello compiuta su ordine di Gerolamo Sacco, governatore di Ceva.

### Aree naturali
Nel territorio comunale di Murialdo sono presenti e preservati due siti di interesse comunitario, proposto dalla rete Natura 2000 della Liguria, per il suo particolare interesse naturale, faunistico e geologico. Il primo sito - condiviso con Roccavignale - è collocato nell'area boschiva della Croce della Tia e del rio Barchei, ai confini con il Piemonte, in cui insistono faggete (Fagus sylvatica) e formazioni miste di latifoglie; tra le particolarità di quest'area figura l'uva ursina (Arctostaphylos uva-ursi), molto rara in Liguria.
Il secondo - condiviso con Calizzano e Massimino - è collocato nell'area boschiva del Bric Zerbi e zone adiacenti in cui insistono faggete e castagneti. Oltre ad alcune specie di orchidee, sono segnalate in questa area la calta palustre (Caltha palustris) e l'aquilegia scura (Aquilegia atrata). Tra le specie animali il pesce sanguinerola (Phoxinus phoxinus) e i rapaci sparviero (Accipiter nisus) e falco pecchiaiolo (Pernis apivorus).

## Società

### Evoluzione demografica
Abitanti censiti

### Etnie e minoranze straniere
Secondo i dati Istat al 31 dicembre 2019, i cittadini stranieri residenti a Murialdo sono 75, così suddivisi per nazionalità, elencando per le presenze più significative:
1. Romania, 53

## Cultura

### Musei
- Museo storico "C'era una volta", in borgata Riofreddo, allestito nel 2002.
- Centro espositivo "Wilderness" presso l'edificio comunale in borgata Piano.
- Centro d'arte e cultura "Romeo Drago", allestito privatamente in una cascina del XVI secolo, ospita mostre contemporanee.

### Eventi
Dopo circa 15 anni di pausa, nel 2014 è stato riproposto il Palio delle Borgate. In questa manifestazione le varie borgate murialdesi si sfidano in tradizionali giochi, quali staffette, giochi di intelligenza, prove di forza, come la corsa con i secchi (prova in cui tre uomini e tre donne devono trasportare dei secchi pieni d'acqua appesi ad un bastone poggiato sulle spalle lungo un percorso ricco di ostacoli), gare di Pidro (gioco di carte murialdese).
Le borgate sono otto ed ognuna è distinta da due colori, qui vengono elencate in ordine (arrivando da Millesimo e andando verso Bardineto e Calizzano):
- i Piani, bianco e blu;
- la Piavata, verde e azzurro;
- il Piano, arancione e nero;
- il Ponte, rosa e nero;
- i Bonetti, rosso e verde;
- Valle, azzurro e giallo;
- Isolagrande, rosso e giallo;
- Riofreddo, rosa e verde.

## Geografia antropica
Il comune si trova ai confini con la provincia di Cuneo e quindi con il Piemonte, e comprende le borgate di Almarossa, Altivo, Azzini, Brigneta, Conradi, Costa (dove si trova il castello), Ferriera Nuova, Grassi, Isolagrande, Isoletta, Massimina, Odelle, Pallareto, Pastori, Poggi, Piano (dove è situato il municipio), Piani, Piavata, Poggi, Ponte (sede della parrocchia di San Lorenzo), Valle (sede della parrocchia di Sant'Antonio Abate) e Riofreddo (sede della parrocchia Madonna degli Angeli) per una superficie territoriale di 39,22 km².
Confina a nord con i comuni di Millesimo, Roccavignale, Castelnuovo di Ceva (CN) e Priero (CN), a sud con Calizzano, ad ovest con Perlo (CN) e Massimino, ad est con Millesimo e Osiglia.

## Economia
Basa la sua principale attività economica sull'agricoltura, grazie alla coltivazione di patate, pesche e raccolta di castagne e funghi. Nella zona sono presenti piccole aziende locali dedite alla lavorazione del legno (maggiormente segherie) e cartiere costituendo le uniche risorse industriali del paese.

## Infrastrutture e trasporti

### Strade
Il territorio di Murialdo è attraversato principalmente dalla strada provinciale 51 Bormida di Millesimo che permette il collegamento stradale con Millesimo, ad est, e Calizzano a sud-ovest.

## Amministrazione

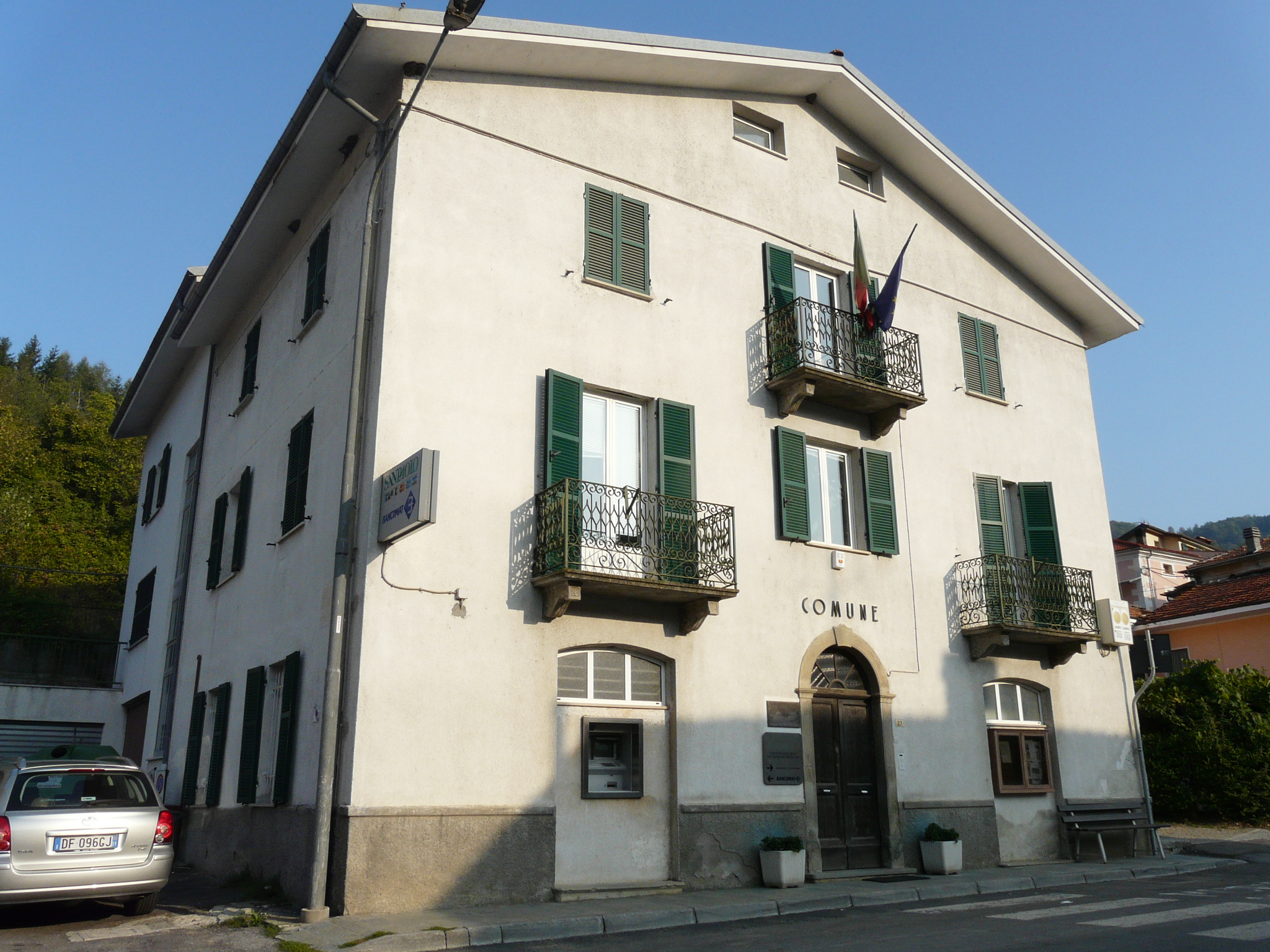
Il municipio

| Periodo         | Periodo         | Primo cittadino     | Partito                             | Carica      | Note   |
| --------------- | --------------- | ------------------- | ----------------------------------- | ----------- | ------ |
| 1945            | 1946            | Secondo Strazzarino |                                     | Sindaco     |        |
| 1946            | 1950            | Carlo Ferro         |                                     | Sindaco     |        |
| 1950            | 1960            | Carlo Decastelli    |                                     | Sindaco     |        |
| 1960            | 1965            | Luigi Ferraro       |                                     | Sindaco     |        |
| 1965            | 1975            | Luigi Ghisolfo      |                                     | Sindaco     |        |
| 1975            | 1980            | Pierluigi Bellone   |                                     | Sindaco     |        |
| 1980            | 1982            | Edi Giacosa         |                                     | Sindaco     |        |
| 1982            | 24 giugno 1985  | Giuseppe Cravea     | Democrazia Cristiana                | Sindaco     |        |
| 24 giugno 1985  | 18 maggio 1990  | Giuseppe Cravea     | Democrazia Cristiana                | Sindaco     |        |
| 18 maggio 1990  | 24 aprile 1995  | Giuseppe Cravea     | Democrazia Cristiana                | Sindaco     |        |
| 24 aprile 1995  | 14 giugno 1999  | Bruno Odella        | Partito Popolare Italiano           | Sindaco     |        |
| 14 giugno 1999  | 14 giugno 2004  | Bruno Odella        | lista civica                        | Sindaco     |        |
| 14 giugno 2004  | 8 giugno 2009   | Carlo Bertone       | lista civica                        | Sindaco     |        |
| 8 giugno 2009   | 30 gennaio 2014 | Bruno Odella        | Insieme per Murialdo (lista civica) | Sindaco     | [ 28 ] |
| 30 gennaio 2014 | 26 maggio 2014  | Ezio Salvetto       |                                     | Vicesindaco |        |
| 13 giugno 2014  | 27 maggio 2019  | Ezio Salvetto       | Con Murialdo (lista civica)         | Sindaco     |        |
| 27 maggio 2019  | 10 giugno 2024  | Giacomo Pronzalino  | Uniti per Murialdo (lista civica)   | Sindaco     |        |
| 10 giugno 2024  | in carica       | Michele Franco      | RiUniAmo Murialdo (lista civica)    | Sindaco     |        |

### Gemellaggi
Murialdo è gemellata con:
- Schweich, dal 1994

## Sport

### Calcio
- S.C. Murialdo, fondato nel 1988, militante nel campionato di Seconda Categoria.

### Pantalera
A Murialdo è inoltre presente una squadra di pantalera, formata sia da uomini murialdesi che da altri valbormidesi provenienti da comuni limitrofi, di tutte le età. La squadra è in C2, ma è stata anche in C1. Il campo si trova all'interno del campo da calcio.